# Claudio Tolcachir
Claudio Enrique Tolcachir (Buenos Aires, 20 de mayo de 1975)  es un actor, dramaturgo y director de teatro argentino.
Fundador de la compañía Timbre 4, presenta regularmente sus espectáculos tanto en su propia sala en Buenos Aires como en el extranjero. Entre sus obras destacan La omisión de la Familia Coleman, Tercer cuerpo y El viento en un violín. Imparte talleres para actores en su propia escuela y en otras ciudades como profesor invitado. En 2012 fue reconocido por la Legislatura de Buenos Aires como Personalidad Destacada de la Cultura.

## Biografía
Nació en Buenos Aires en 1975. Comenzó su formación en el Instituto Labardén y en la escuela Andamio 90, fundada por Alejandra Boero, figura clave del teatro independiente argentino desde los años 1960. Continuó luego su formación junto a otros directores como Juan Carlos Gené y Verónica Oddó, al tiempo que comenzó a trabajar en espectáculos profesionales tanto en el circuito independiente como en el comercial.
Durante la crisis económica que sacude a Argentina a comienzos de siglo, creó en un apartamento vecino a su propia casa el espacio Timbre 4, donde comenzó a dar cursos y ensayar sus primeras obras como director. Allí estrenó el espectáculo Jamón del Diablo, versión libre de la obra 300 Millones de Roberto Arlt, con el que logró buena repercusión de crítica y público. Sin embargo es el estreno de La Omisión de la Familia Coleman en 2005 el que lo posicionó en el mapa nacional e internacional como director. La obra, de la que es también autor, surge a partir del trabajo con los actores que integran su compañía, durante largas jornadas de improvisaciones y reescrituras hasta llegar al texto final. La obra se estrenó con poca promoción pero el boca a boca y el respaldo de la crítica la mantuvieron en cartel durante más de cinco años. En 2007 la obra fue invitada a varios festivales internacionales, en los que logró una amplísima repercusión. 
Poco después estrenó su segunda obra como autor, Tercer Cuerpo, centrada en la vida cotidiana de unos empleados de una oficina pública. La obra continúa la estela de su primer trabajo, tanto en estilo como en buena repercusión. Su tercera propuesta llega en el 2010: El Viento en un Violín, que se estrenó en Francia y luego en Argentina. Las tres obras continúan presentándose en diversos países, con gran respaldo del público. En 2011 recibió el Diploma al Mérito de los Premios Konex al Espectáculo como uno de los 5 mejores Directores de Teatro de la década en Argentina. En 2014 recibió un Diploma al Mérito de los Premios Konex, esta vez como escritor de teatro. En 2021 nuevamente recibió el Premio Konex, esta vez el de Platino, al mejor Director de Teatro de la década.
En los últimos años Tolcachir ha realizado también la dirección de varios espectáculos ajenos (Ver Obras como Director) al tiempo que continúa impartiendo clases en su propia escuela, Timbre 4, en el tradicional barrio de Boedo, en Buenos Aires.

## Carrera profesional
En cine debutó en 1997 como protagonista de Buenos Aires me mata, una coproducción entre Argentina y España, dirigida por Beda Docampo Feijóo y tratada duramente por crítica y público. Pasarían diez años hasta su regreso a la pantalla grande, bajo las órdenes de Diego Sabanés, como protagonista de Mentiras piadosas. El largo, basado en cuentos del escritor argentino Julio Cortázar, cuenta también con otros actores de amplia trayectoria en la escena teatral de Buenos Aires, como Marilú Marini, Lydia Lamaison o Rubén Szuchmacher. La película, producida de manera independiente, recibe un amplio apoyo de la crítica especializada y es invitada a más de treinta festivales. Su estreno en España coincide con el posicionamiento de Tolcachir como director de teatro, ya que se produce a pocos meses del estreno de Todos eran mis hijos, en el Teatro Español. Entre una película y otra, Tolcachir realiza una breve participación en El pasado  dirigida por Héctor Babenco y protagonizada por el actor mexicano Gael García Bernal.

## Filmografía

### Cine
| Año  | Título                                                  | Personaje  | Notas        | Director            |
| ---- | ------------------------------------------------------- | ---------- | ------------ | ------------------- |
| 1992 | ¿Dónde estás amor de mi vida que no te puedo encontrar? |            |              | Juan José Jusid     |
| 1998 | Buenos Aires me mata                                    | Gonzalo    |              | Beda Docampo Feijóo |
| 2001 | Momentos de estación                                    | Muchacho   | Cortometraje | Gustavo Cabañas     |
| 2007 | El pasado                                               | Víctor     |              | Héctor Babenco      |
| 2009 | Mentiras piadosas                                       | Jorge      |              | Diego Sabanés       |
| 2013 | La donna                                                | El hombre  | Cortometraje | Nicolás Dolensky    |
| 2014 | Errata                                                  | Viñas      |              | Iván Vescovo        |
| 2014 | El ardor                                                | Tarquinho  |              | Pablo Fendrik       |
| 2014 | Arrebato                                                | Walter     |              | Sandra Gugliotta    |
| 2017 | Una especie de familia                                  | Mariano    |              | Diego Lerman        |
| 2017 | Mater                                                   | Arquitecto |              | Pablo D'Alo Abba    |
| 2022 | Que todo se detenga                                     | Francisco  |              | Juan Baldana        |

### Televisión
| Año       | Título                                  | Personaje     | Notas                          | Canal           |
| --------- | --------------------------------------- | ------------- | ------------------------------ | --------------- |
| 1994      | Los Machos                              |               | Participación especial         | Canal 13        |
| 1998      | Las chicas de enfrente                  |               | Elenco principal               | Canal 13        |
| 1998      | Desesperadas por el aire                |               | Elenco secundario              | Canal 13        |
| 1999      | Buenos vecinos                          |               | Participación especial         | Telefe          |
| 1999      | Mi ex                                   |               | Participación especial         | Azul Televisión |
| 1999      | Mamitas                                 |               | Participación especial         | Azul Televisión |
| 2000      | Chiquititas                             | Peter Pan     | Participación especial         | Telefe          |
| 2014      | Televisión por la justicia              | Fiscal        | Episodio: "Abuso de poder"     | Canal 9         |
| 2014      | Doce casas, historia de mujeres devotas | Damián        | 4 episodios                    | TV Pública      |
| 2015      | La casa                                 | Julián        | Episodio: "Virus"              | TV Pública      |
| 2015      | Eléctrica                               | Él mismo      | Participación especial         | Vimeo           |
| 2017-2019 | El jardín de bronce                     | Iván Rauch    | Elenco principal               | HBO             |
| 2019      | Otros pecados                           | Rafael        | Episodio: "Lo mejor del amor"  | El trece        |
| 2020      | Post mortem                             | Teodoro Gambi | Elenco principal               | Flow            |
| 2022      | Planners                                | Abel          | Episodio: "Acá no hay oxígeno" | Star+           |
| 2024      | Privier                                 | Joshua        |                                | YouTube         |

## Teatro

### Obras como actor
Se enumeran a continuación algunas de las obras que contaron con Tolcachir en su elenco, aclarando entre paréntesis sus directores:
- Kurja (J. López y J. Bocca) 1991
- El otro sacrificio (E. Goris) 1992
- Juana de Lorena (A. Boero) 1993
- Medea (E. Riva) 1994
- Maiacovsky Circus (J.M. Paolantonio) 1994
- Lisístrata (E. Riva). Premio Clarín como Actor Revelación. 1994
- Ah, Soledad (A. Alezzo) 1995
- Sueño de una noche de verano (D. Kogan) 1996
- Chau, Misterix (C. Tolcachir) 1998
- Long Play (M. Salas) 1999
- La dama duende (D. Suárez Marsal) 2000
- El Juego del Bebé (R. Villanueva) 2001
- De Rigurosa Etiqueta (Norma Aleandro) 2002
- Un Hombre que se Ahoga (D. Veronese) 2005
- ¿Quién le teme a Virginia Woolf? (L. Suardi) 2006
- La Noche canta sus Canciones (D. Veronese) 2008

### Obras como director
Se indican entre paréntesis los nombres de los autores y el año de estreno:
- Chau, Misterix (Mauricio Kartun), 1998.
- Jamón del Diablo (C. Tolcachir, sobre un texto de Roberto Arlt), 2002.
- La Omisión de la Familia Coleman (C. Tolcachir), 2005.
- Lisístrata (Aristófanes), 2006.
- Atendiendo al Sr. Sloane (J. Orton), 2007.
- Tercer Cuerpo (C. Tolcachir), 2008.
- Agosto. Condado de Osage (Tracy Letts), 2009.
- Todos eran mis hijos (Arthur Miller), 2010.
- El Viento en un Violín (C. Tolcachir), 2011.
- Buena Gente (D. Lindsay-Abaire), 2012.
- Emilia (C. Tolcachir), 2013 -anunciada en Buenos Aires y en Madrid.
- Dinamo (Melisa Hermida, Lautaro Perotti, Claudio Tolcachir), 2015.
- ¡Ay, amor divino! (Mercedes Morán, Claudio Tolcachir), 2016.
- La Mentira (Florian Zeller), 2016 Teatro Maravillas, Madrid
- Sunset Boulevard (música de Andrew Lloyd Webber, libreto y letras de Don Black y Christopher Hampton), 2018 Teatro Maipo, Buenos Aires.
- Cabaret (libreto de Joe Masteroff, música de John Kander y letras de Fred Ebb), 2019 Teatro Liceo, Buenos Aires.
- La guerra de nuestros antepasados (Miguel Delibes), 2022 Teatro Principal, Zaragoza

## Premios y nominaciones
| Lista de premios y nominaciones | Lista de premios y nominaciones | Lista de premios y nominaciones                                 | Lista de premios y nominaciones  | Lista de premios y nominaciones | Lista de premios y nominaciones | Lista de premios y nominaciones |
| Año                             | Organización                    | Categoría                                                       | Trabajo                          | Resultado                       | Ref(s)                          |                                 |
| ------------------------------- | ------------------------------- | --------------------------------------------------------------- | -------------------------------- | ------------------------------- | ------------------------------- | ------------------------------- |
| 2005                            | Premios María Guerrero          | Mejor director                                                  | La omisión de la familia Coleman | Nominado                        | [ 5 ]                           |                                 |
| 2005                            | Premios Teatro XXI              | Mejor obra de autor argentino                                   | La omisión de la familia Coleman | Ganador                         | [ 6 ]                           |                                 |
| 2006                            | Premios Trinidad Guevara        | Mejor autor                                                     | La omisión de la familia Coleman | Nominado                        | [ 7 ]                           |                                 |
| 2006                            | Premios ACE                     | Mejor director de espectáculo en off                            | La omisión de la familia Coleman | Ganador                         | [ 8 ]                           |                                 |
| 2007                            | Premios Trinidad Guevara        | Mejor actor de reparto                                          | ¿Quién le teme a Virginia Woolf? | Nominado                        | [ 9 ]                           |                                 |
| 2007                            | Premios ACE                     | Mejor director de comedia y/o comedia dramática                 | Atendiendo al Sr. Sloan          | Nominado                        | [ 10 ]                          |                                 |
| 2007                            | Premios Teatro del Mundo        | Mejor director                                                  | Atendiendo al Sr. Sloan          | Ganador                         | [ 11 ]                          |                                 |
| 2008                            | Premios María Guerrero          | Mejor autor                                                     | Tercer cuerpo                    | Ganador                         | [ 12 ]                          |                                 |
| 2008                            | Premios Teatro del Mundo        | Mejor director                                                  | Tercer cuerpo                    | Ganador                         | [ 13 ]                          |                                 |
| 2008                            | Premios Teatro del Mundo        | Mejor dramaturgo                                                | Tercer cuerpo                    | Ganador                         | [ 13 ]                          |                                 |
| 2009                            | Premios ACE                     | Mejor director de drama y/o comedia dramática                   | Agosto                           | Nominado                        | [ 14 ]                          |                                 |
| 2009                            | Premios ACE                     | Mejor director de teatro alternativo                            | Tercer cuerpo                    | Nominado                        | [ 14 ]                          |                                 |
| 2009                            | Premios Clarín                  | Mejor director en teatro                                        | Agosto / Tercer cuerpo           | Ganador                         | [ 15 ]                          |                                 |
| 2009                            | Premios Ercilla                 | Mejor creación dramática                                        | La omisión de la familia Coleman | Ganador                         | [ 16 ]                          |                                 |
| 2010                            | Premios ACE                     | Mejor director en drama                                         | Todos eran mis hijos             | Ganador                         | [ 17 ]                          |                                 |
| 2011                            | Premios Konex                   | Mejor director de teatro                                        | Período 2000-2009                | Nominado                        | [ 18 ]                          |                                 |
| 2012                            | Premios Max                     | Mejor adaptación de obra teatral                                | Todos eran mis hijos             | Nominado                        | [ 19 ]                          |                                 |
| 2012                            | Premios ACE                     | Mejor director de comedia y/o comedia dramática                 | Buena gente                      | Nominado                        | [ 20 ]                          |                                 |
| 2012                            | Premios Florencio               | Mejor elenco                                                    | Tercer cuerpo                    | Nominado                        | [ 21 ]                          |                                 |
| 2012                            | Premios Florencio               | Mejor espectáculo extranjero                                    | El viento en un violín           | Nominado                        | [ 21 ]                          |                                 |
| 2013                            | Premios Teatro del Mundo        | Mejor dramaturgo                                                | Emilia                           | Ganador                         | [ 22 ]                          |                                 |
| 2014                            | Premios Konex                   | Mejor autor de teatro                                           | Período 2004-2008                | Ganador                         | [ 23 ]                          |                                 |
| 2015                            | Premios Cóndor de Plata         | Mejor actor de reparto                                          | El ardor                         | Nominado                        | [ 24 ]                          |                                 |
| 2015                            | Premios ACE                     | Mejor director de comedia                                       | La chica del adiós               | Ganador                         | [ 25 ]                          |                                 |
| 2015                            | Premios Martín Fierro           | Mejor actor de unitario y/o miniserie                           | La casa                          | Nominado                        | [ 26 ]                          |                                 |
| 2015                            | Premios Planeando sobre BUE     | Mejor director en drama                                         | Tribus                           | Ganador                         | [ 27 ]                          |                                 |
| 2016                            | Premios ACE                     | Mejor director de drama y/o comedia dramática                   | Tribus                           | Ganador                         | [ 28 ]                          |                                 |
| 2016                            | Premios ACE                     | Mejor actor de teatro alternativo                               | Nerium Park                      | Nominado                        | [ 28 ]                          |                                 |
| 2017                            | Premios ACE                     | Mejor director de comedia                                       | Ay amor divino                   | Nominado                        | [ 29 ]                          |                                 |
| 2017                            | Premios Ubu                     | Mejor texto o dramaturgia extranjero nuevo                      | Emilia                           | Ganador                         | [ 30 ]                          |                                 |
| 2018                            | Premios Hugo                    | Mejor director general                                          | Sunset Boulevard                 | Ganador                         | [ 31 ]                          |                                 |
| 2018                            | Premios ACE                     | Mejor autor argentino                                           | Próximo                          | Nominado                        | [ 32 ]                          |                                 |
| 2018                            | Premios ACE                     | Mejor director general de musical / music hall y/o café concert | Sunset Boulevard                 | Ganador                         | [ 32 ]                          |                                 |
| 2018                            | Premios Florencio               | Mejor espectáculo extranjero                                    | Próximo                          | Nominado                        | [ 33 ]                          |                                 |
| 2019                            | Premios ACE                     | Mejor director general de musical / music hall y/o café concert | Cabaret                          | Nominado                        | [ 34 ]                          |                                 |
| 2021                            | Premios Konex                   | Mejor director de teatro                                        | Período 2010-2020                | Ganador                         | [ 35 ]                          |                                 |
| 2024                            | Premios ACE                     | Mejor dirección en comedia                                      | Mejor no decirlo                 | Nominado                        | [ 36 ]                          |                                 |
| 2024                            | Premios ACE                     | Mejor actor en obra para un solo personaje                      | Rabia                            | Nominado                        | [ 36 ]                          |                                 |